# Adobe Photoshop Fix
Adobe Photoshop Fix war eine Android- und iOS-Fotobearbeitungs-App von Adobe Inc. zur Retusche und Restaurierung. Vorgestellt wurde sie auf der Apple-Keynote bei der Präsentation des iPad Pro und der Adobe Hausmesse Max 2015.
Die App wurde bereits 2021 aus dem App Store entfernt und der Support sowohl für iOS als auch für Android eingestellt. Im Juni 2024 wurde die App vollständig abgeschaltet und die Funktionen wurden in die App Photoshop Express integriert, welche Photoshop Fix ersetzt.

## Bildbearbeitung
Photoshop Fix enthält viele Funktionen, die auch im professionellen Photoshop CC am Desktop zur Verfügung stehen: Korrektur von Belichtung, Kontrast, Sättigung, Tiefen und Lichter über Schiebregler; Fotos lassen sich drehen, spiegeln und zuschneiden.

## Retuschierwerkzeuge
Ein wesentlicher Bestandteil der App sind die Retuschierwerkzeuge, mit denen sich Bilder auf Android-Mobilgeräten, dem iPhone oder dem iPad retuschieren, reparieren, glätten, verflüssigen, aufhellen und wiederherstellen lassen. Die Bearbeitungsfunktionen stellen verschiedene aus Photoshop und Lightroom bekannte Werkzeuge wie den Reparaturpinsel oder den Verflüssigen-Filter zur Fotobearbeitung zur Verfügung. Insgesamt gibt es 10 verschiedene Menüs mit jeweils noch einigen Unterfunktionen für die Bildbearbeitung. Die klassischen Standard-Funktionen wie Kopierstempel, Rote-Augen-Korrektur und ein Bereichsreparatur-Pinsel, werden durch ein Tool ergänzt, mit dessen Gesichtsretusche einzelne Partien gezielt verformt und angepasst werden können. Dabei erkennt die Software Gesichter im Bild, markiert Kinn, Mund, Augen und Nase automatisch und erlaubt es anschließend, zum Beispiel deren Breite und Länge zu verändern, das Model zum Lächeln zu bringen oder die Augen künstlich zu vergrößern oder zu verkleinern.

## Bedienung
Die Bedienung der App kann mit dem Finger über Tippen und Wischen, mit einem Stylus oder mit dem Apple Pencil erfolgen. Mit der App Adobe Photoshop Lightroom editierte Fotos können an Adobe Photoshop Fix übergeben und weiterverarbeitet werden.

## Direktanbindung zu Photoshop CC
Bearbeitete Fotos können direkt an Photoshop CC gesendet und dort verfeinert werden. Bei der Übergabe zu Photoshop rendert die Fix-App das Bild und die Korrekturen und speichert es in den Creative-Cloud-Speicher. Auf Rechnern, die sich mit derselben Adobe-ID anmelden, können die Projekte aus der Zuletzt-verwendet-Liste geöffnet und nahtlos weiterbearbeitet werden. Aus der App können Bilder in der Foto-Bibliothek oder in die Filmrolle des iPad gespeichert oder an Instagram, Facebook oder das Kreativnetzwerk Behance weitergereicht werden.
Mit der Option Freigabe kann man bearbeitete Fotos direkt ausdrucken oder via Air Drop an andere Geräte senden lassen.

## Anforderungen
Für Photoshop Fix ist mindestens iOS 10.0 oder Android 5.0 erforderlich. Adobe Inc. bietet die App, die sich ohne Creative-Cloud-Abo verwenden lässt, kostenlos an. Ein Creative-Cloud-Abo ist nicht erforderlich.

## Versionen
| Versionen IOS | Datum      | Neuerungen |
| ------------- | ---------- | --- |
| Fix 1.0       | 04.10.2015 | Erscheinung |
| Fix 1.1       | 29.10.2015 | Neuerungen: Multitasking für iOS 9, bessere Benutzerschnittstelle für das iPad Pro, Unterstützung des Apple Pencil (nur bestimmte Modelle) |
| Fix 1.1.1     | 13.11.2015 | Fehlerbehebung |
| Fix 1.2       | 18.12.2015 | Apple Pencil ab jetzt voll unterstützt; Unterstützung von 15 neuen Sprachen in der Benutzerschnittstelle. |
| Fix 1.2.1     | 23.02.2016 | Fehlerbehebung |
| Fix 1.3       | 03.05.2016 | Speicheroptimierung, bessere Fotoübersicht, transparente Bilder können nun auch als solche von Photoshop Mix importiert werden, aus dem Import ausgelesene Auflösung aus Adobe Photoshop Lightroom wurde auf 2000 auf 2000 Pixel erhöht. Neue Gesichtserkennung. |
| Fix 1.4       | 01.09.2016 | Neue Optionen, um das Gesicht noch genauer zu bearbeiten, Speicheroptimierung, 3D-Touch-Optimierung |
| Fix 1.5       | 30.09.2016 | P3-Unterstützung, Metall-Unterstützung zur Leistungssteigerung. |
| Fix 1.6       | 02.11.2016 | Neues Werkzeug, um die Hauf zu glätten und eine neue Option, um die Wärme im Bild anzupassen; außerdem kam man jetzt auch Fotos aus Google Fotos importieren. |
| Fix 1.6.1     | 11.11.2016 | Fehlerbehebung |

| Versionen Android | Datum      | Neuerungen                       |
| ----------------- | ---------- | -------------------------------- |
| Fix 1.0.466       | 02.11.2016 | Erscheinung                      |
| Fix 1.0.483       | 23.12.2016 | Fehlerbehebung                   |
| Fix 1.0.499       | 19.07.2017 | Fehlerbehebung, Aktuelle Version |